# Verena Veh
Verena Veh (* 4. November 1977 in Mühlacker) ist eine ehemalige deutsche Volleyballspielerin.

## Karriere
Verena Veh spielte in der Bundesliga zunächst für den VEW Telnet Schwerte und den USC Münster. Mit der deutschen Nationalmannschaft nahm sie 2002 an der Weltmeisterschaft im eigenen Land teil. Mit dem SSV Ulm Aliud Pharma wurde sie 2003 Deutscher Meister. 2005 wechselte sie zu den Roten Raben Vilsbiburg, wo sie 2006 als deutsche Vizemeisterin ihre Karriere beendete.